# Tautumeitas
Tautumeitas ist eine lettische Folk-Gruppe, die 2015 gegründet wurde. Die aktuelle Besetzung besteht aus sechs Musikerinnen. Die Gruppe vertrat Lettland beim 69. Eurovision Song Contest in Basel.

## Geschichte
Im Jahr 2017 veröffentlichten Tautumeitas gemeinsam mit der Folk-Gruppe Auļi das 13-Track-Album Lai māsiņa rotājās!, das Verlobungen und Hochzeiten gewidmet ist und sich auf baltische Volksmusiktraditionen stützt. Das Album wurde bei den Annual Latvian Music Recording Awards als bestes Folk-Album des Jahres 2017 ausgezeichnet. Lai māsiņa rotājās! erreichte außerdem Platz 26 der World Music Charts Europe im Jahr 2018 sowie Platz 38 in der Transglobal World Music Chart im April und Mai 2018.
2018 veröffentlichte die Gruppe ihr selbstbetiteltes Debütalbum. Am 2. Juni 2021 gab die Gruppe auf Instagram bekannt, dass Lauma Bērza die Band verlassen werde.
Am 20. November 2024 wurde verkündet, dass die Gruppe Tautumeitas mit dem Song Bur man laimi als einer der 20 Halbfinalisten für den lettischen Vorentscheid zum Eurovision Song Contest 2025, Supernova, ausgewählt wurde. Am 1. Februar 2025 qualifizierte sich die Gruppe für das Finale und am 8. Februar gewannen sie das Finale und wurden ausgewählt, Lettland beim Eurovision Song Contest zu vertreten.

## Diskografie
Alben
- 2017: Lai māsiņa rotājās! (mit Auļi; Lauska)
- 2018: Tautumeitas (CPL-Music)
- 2019: Dziesmas no Aulejas (CPL-Music)
- 2022: Skrejceļš
- 2025: Zem Saules / Under The Solar Spell[11]